# Nie wierzcie elektrykom
Nie wierzcie elektrykom – druga płyta zespołu Big Cyc wydana 22 lutego 1991 przez Polskie Nagrania „Muza”, w 1995 ukazała się reedycja albumu wydana przez Silverton. W 2019 firma Hussar Records wydała album na winylu.
Na płycie zespół parodiował różne gatunki muzyczne – m.in. hard-rock w stylu TSA („Biały miś”), w tekstach piętnował m.in. klerykalizm (Chrześcijańscy kanibale) i narodowe wady Polaków (Polacy). Utwór „Marian, wierny kibic” w ironiczny, lecz i nieco realistyczny sposób przedstawia zachowanie polskich kibiców piłki nożnej, a tekst można odnieść również do dzisiejszych ekscesów na stadionach. „Oszukani partyzanci” jest utworem opisującym fałsz i hipokryzję tzw. działaczy narodowych. „Ruskie idą” to z kolei utwór o opuszczających Polskę wojskach rosyjskich. Między utworami znalazły się ich prześmiewcze i surrealistyczne komentarze, co było wstępem do programów telewizyjnych w rodzaju Lalamido. Pewne kontrowersje wywołała okładka płyty. Przedstawiała ona rysunek Lecha Wałęsy w koszulce z literką S stylizowaną na logo Supermana, ze znaczkiem Playboya w klapie. Płyta uzyskała status złotej płyty.

## Lista utworów
| Nr  | Tytuł utworu              | Długość |
| --- | ------------------------- | ------- |
| 1.  | „Marian – wierny kibic”   | 4:15    |
| 2.  | „Chrześcijańscy kanibale” | 4:14    |
| 3.  | „Oszukani partyzanci”     | 2:52    |
| 4.  | „Nie ma tu nikogo”        | 6:07    |
| 5.  | „Polacy”                  | 3:35    |
| 6.  | „Biały miś”               | 2:53    |
| 7.  | „Kanar?”                  | 3:10    |
| 8.  | „Ruskie idą!”             | 5:50    |
| 9.  | „Nie wierzcie elektrykom” | 3:36    |
| 10. | „Karel reggae”            | 5:40    |
|     |                           | 42:12   |

## Skład
- Jacek Jędrzejak – gitara basowa, śpiew
- Roman Lechowicz – gitary
- Jarosław Lis – perkusja
- Krzysztof Skiba – teksty, śpiew

gościnnie
- Grzegorz Piwkowski – instrumenty klawiszowe